# Emil von Sauer
Emil Georg Konrad von Sauer (Amburgo, 8 ottobre 1862 – Vienna, 27 aprile 1942) è stato un pianista e compositore tedesco di musica classica.
Allievo di Nikolaj Grigor'evič Rubinštejn e di Franz Liszt, iniziò nel 1882 una brillante carriera concertistica.
Fu insegnante (al Conservatorio di Vienna) e revisore (curò varie edizioni di musiche e di lavori didattici per pianoforte); compose concerti, sonate, e studi per pianoforte.